# Radeon HD 4000
O Radeon R700 é o codinome de engenharia para uma série de unidades de proessamento gráfico desenvolvidos pela Advanced Micro Devices sob a marca ATI. O chip básico, codinome RV770, foi anunciado e demonstrado em 16 de junho de 2008 como parte do evento de mídia de lançamento da iniciativa FireStream 9250 e Cinema 2.0, com o lançamento oficial da série Radeon HD 4800 em 25 de junho de 2008. Outras variantes incluem RV790 voltado para entusiastas, produtos convencionais RV730, RV740 e RV710 de nível básico.
Sua concorrência direta era a série GeForce 200 da nVidia, lançada no mesmo mês.

## Arquitetura
Este artigo é sobre todos os produtos sob a marca "Radeon HD 4000 Series". Todos os produtos implementam a microarquitetura TeraScale 1.

### Unidades de execução
O RV770 estende a arquitetura de shader unificada da R600 aumentando a contagem de unidades de processamento de fluxo para 800 unidades (acima das 320 unidades no R600), que são agrupadas em 10 núcleos SIMD compostos por 16 núcleos de shader contendo 4 FP MADD/DP ALUs e 1 MADD /ULA transcendental. O RV770 retém a contagem de cluster 4 Quad ROP do R600, no entanto, eles são mais rápidos e agora têm resolução AA baseada em hardware dedicada, além da resolução baseada em shader da arquitetura R600. O RV770 também possui 10 unidades de textura, cada uma das quais pode lidar com 4 endereços, 16 amostras FP32 e 4 funções de filtragem FP32 por ciclo de clock.

### Memória e barramentos internos
O RV770 possui um controlador de memória de 256 bits e é a primeira GPU a suportar memória GDDR5, que roda a 900 MHz, proporcionando uma taxa de transferência efetiva de 3,6 GHz e largura de banda de memória de até 115 GB/s. O barramento de anel interno do R520 e R600 foi substituído pela combinação de uma barra transversal e um hub interno.

### Aceleração de vídeo
O bloco SIP UVD 2.0-2.2 implementado nas matrizes de todos os gpus Radeon HD 4000 Series Desktop, série 48xx está usando uvd 2.0, série 47xx-46xx-45xx-43xx está usando uvd 2.2.
O suporte está disponível para Microsoft Windows no lançamento, para Linux com Catalyst 8.10. O driver gratuito e de código aberto requer Linux kernel 3.10 em combinação com Mesa 9.1 (exposto através do amplamente adotado VDPAU)), oferecendo hardware completo MPEG-2, H.264/MPEG-4 AVC e decodificação VC-1 e o suporte para fluxos de vídeo duplos, o processador de vídeo avançado (AVP) também viu uma atualização com capacidade de upscaling de DVD e recurso de contraste dinâmico. A GPU da série RV770 também suporta saída de espaço de cores xvYCC e saída de som surround 7.1 (LPCM, AC3, DTS) via HDMI. A GPU RV770 também oferece suporte a um recurso Accelerated Video Transcoding (AVT), que possui funções de transcodificação de vídeo assistidas pela GPU, por meio do processamento de fluxo.

### Aprimoramentos de interconexão de GPU

Arquitetura de comunicação entre GPU R700

Esta geração de design dual-GPU mantém o uso de uma ponte PCI Express, PLX PEX 8647 com uma dissipação de energia de 3,8 watts, incluindo suporte a PCI Express 2.0, permitindo duas GPUs no mesmo slot PCI Express com largura de banda dobrada em relação à geração anterior de produto (Radeon HD 3870 X2). As gerações subseqüentes de design de GPU dupla também apresentam uma interconexão para comunicações entre GPUs por meio da implementação de um CrossFire X SidePort em cada GPU, fornecendo largura de banda inter-GPU full-duplex extra de 5 GB/s. Esses dois recursos aumentam a largura de banda total para designs de GPU dupla para 21,8 GB/s.

### OpenCL (API)
O OpenCL acelera muitos pacotes de software científicos contra a CPU até o fator 10 ou 100 e mais. Open CL 1.0 a 1.1 são suportados para todos os Chips com RV7xx.

## Produtos de desktop

### Radeon HD 4800
A Radeon HD 4850 foi anunciada em 19 de junho de 2008, enquanto a Radeon HD 4870 foi anunciada em 25 de junho de 2008. Ambas são baseadas na GPU RV770, empacotando 956 milhões de transistores e sendo produzidas em um processo de 55 nm. A Radeon HD 4850 atualmente usa memória GDDR3, enquanto a Radeon HD 4870 usa memória GDDR5.
Outra variante, a Radeon HD 4830 foi atualizada em 23 de outubro de 2008, apresentando a GPU RV770 LE com uma interface de memória GDDR3 de 256 bits e 640 processadores shader. Basicamente o RV770 LE é um RV770 com algumas unidades funcionais desabilitadas.
Produtos de GPU dupla usando duas GPUs RV770, codinome R700, também foram anunciados. Um produto chamado Radeon HD 4870 X2, com 2 × 1 GB de memória GDDR5, foi lançado em 12 de agosto de 2008, enquanto outro produto dual-GPU, o Radeon HD 4850 X2, com memória GDDR3 e velocidades de clock mais baixas, também está disponível.
Uma pequena atualização foi introduzida em 2 de abril de 2009 com o lançamento das placas gráficas Radeon HD 4890 baseadas na GPU RV790. Apresentando um design aprimorado com capacitores de desacoplamento para reduzir o ruído do sinal, alterou a distribuição de energia ASIC e reprogramou todo o chip da GPU, o que resultou em um ligeiro aumento no tamanho da matriz, mas em geral uma estabilidade muito melhor em altas taxas de clock e um padrão mais alto. Em 18 de agosto de 2009, a AMD lançou uma variante simplificada da GPU RV790 chamada RV790GT, usada pela Radeon HD 4860, que agora está disponível em todos os mercados.
A Radeon R700, semelhante à Radeon R600 (código R680), é um conjunto de dois GPUs RV770s ligados por um PLX PEX 8647 PCI Express em um único chip.

### Radeon HD 4700

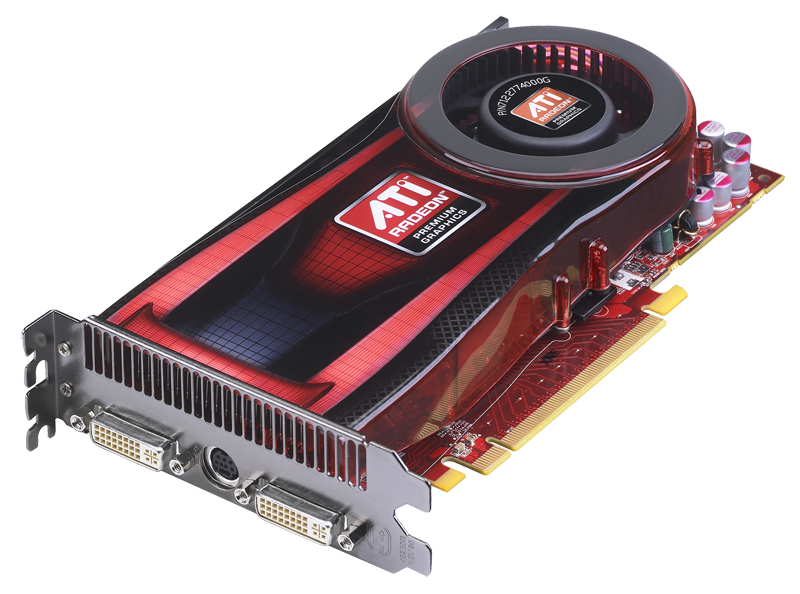
ATI Radeon HD 4770

A série Radeon HD 4700 foi anunciada em 28 de abril de 2009. O modelo Radeon HD 4770 é baseada na GPU RV740, cobtém 826 milhões de transistores e é produzida no mais recente processo de 40nm. A Radeon HD 4730 foi lançada em 8 de junho de 2009, ao contrário da Radeon HD 4770 baseada em RV740, a 4730 é uma GPU RV770 de 55 nm simplificada, chamada de RV770CE. O 4730 contém 956 milhões de transistores e usa memória GDDR5 em um barramento de 128 bits. Em 9 de setembro de 2009, a Radeon HD 4750 baseada em RV740PRO foi lançada exclusivamente para o mercado chinês. A Radeon HD 4750 é baseada no RV740 de 40 nm da Radeon HD 4770, mas apresenta uma velocidade de clock mais baixa e a ausência de uma entrada de alimentação auxiliar de seis pinos.

### Radeon HD 4600
A série Radeon HD 4600 foi anunciada em 10 de setembro de 2008. Todas as variantes são baseadas na GPU RV730, empacotando 514 milhões de transistores e sendo produzidas em um processo de 55 nm. Os produtos da série PCIe versão 4600 não requerem conectores de alimentação externos. Mais recentemente, uma versão AGP do 4670 foi lançada. Isso requer um conector de alimentação externa. Em março de 2018, este indescritível cartão AGP permanece entre os últimos cartões usando o barramento antigo.

### Radeon HD 4300/HD 4500

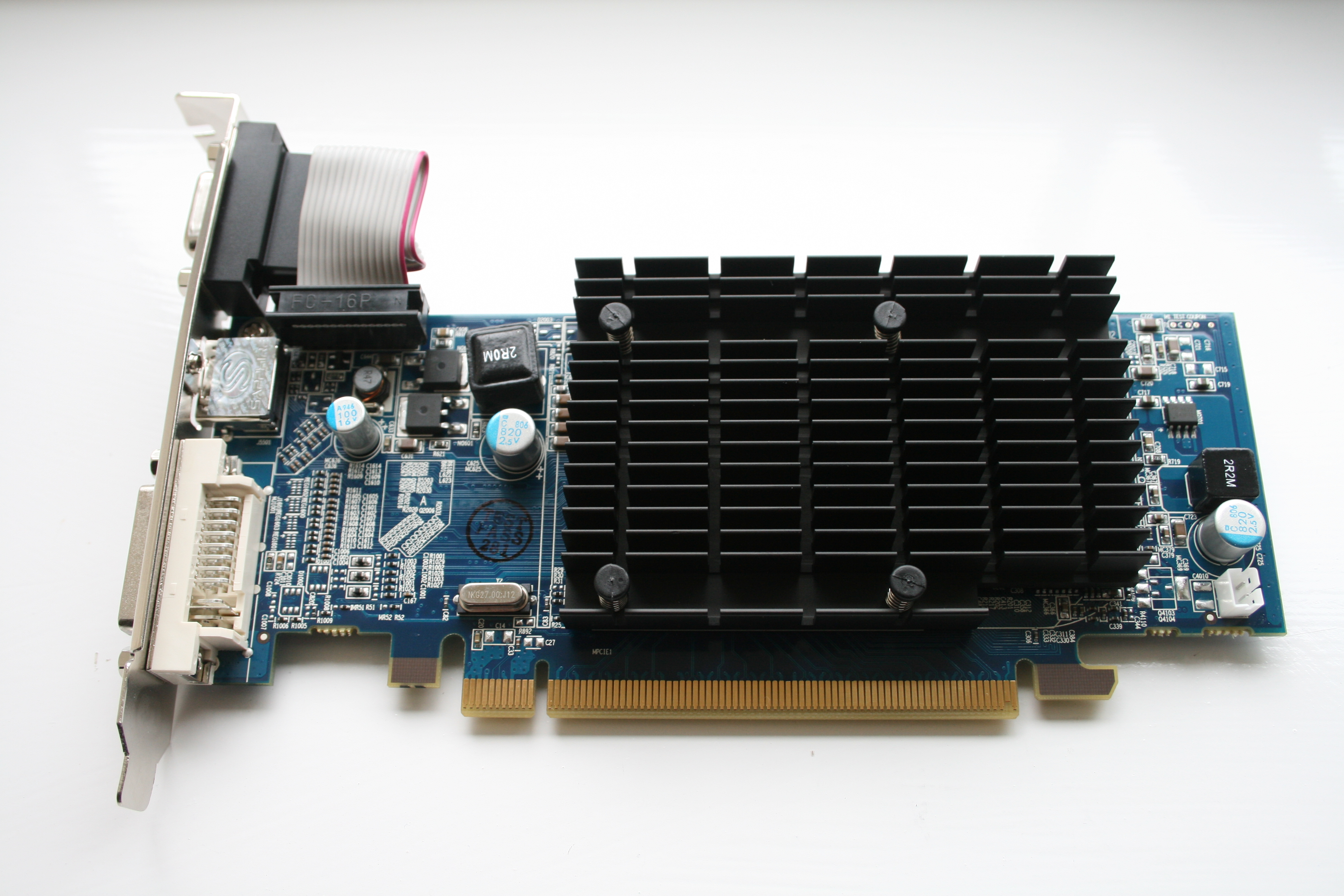
ATI Radeon HD 4550

Radeon HD 4350 e a Radeon HD 4550 foram anunciadas em 30 de setembro de 2008, ambas baseadas na GPU RV710, empacotando 242 milhões de transistores e sendo produzidas em um processo de 55 nm. Ambos os produtos usam memória de vídeo GDDR3, DDR3 ou DDR2. A AMD afirma que esses dois produtos têm um máximo de 20 W e 25 W de consumo de energia sob carga total, respectivamente.

## Tabela de chipsets

### Produtos de Desktop
| Modelo            | Lançamento             | Codinome           | Fab (nm) | Transistores (milhões) | Tamanho da matriz (mm) | Interface de barramento         | taxa de clock | taxa de clock      | Core config | Taxa de preenchimento | Taxa de preenchimento | Memória       | Memória                 | Memória            | Memória                     | Poder de processamento (GFLOPS) | Poder de processamento (GFLOPS) | TDP (Watts) | TDP (Watts) | Suporte para CrossFire | Suporte API (versão) | Suporte API (versão) | Suporte API (versão) | Preço de lançamento (USD) |
| Modelo            | Lançamento             | Codinome           | Fab (nm) | Transistores (milhões) | Tamanho da matriz (mm) | Interface de barramento         | Core (MHz)    | Memória (MHz)      | Core config | Pixel (GP/s)          | Textura (GT/s)        | Tamanho (MB)  | Largura de banda (GB/s) | Tipo de barramento | Largura de barramento (bit) | Single precision                | Double precision                | Idle        | Max.        | Suporte para CrossFire | Direct3D             | OpenGL               | OpenCL               | Preço de lançamento (USD) |
| ----------------- | ---------------------- | ------------------ | -------- | ---------------------- | ---------------------- | ------------------------------- | ------------- | ------------------ | ----------- | --------------------- | --------------------- | ------------- | ----------------------- | ------------------ | --------------------------- | ------------------------------- | ------------------------------- | ----------- | ----------- | ---------------------- | -------------------- | -------------------- | -------------------- | ------------------------- |
| Radeon HD 4350    | 30 de setembro de 2008 | RV710              | 55       | 242                    | 73                     | PCIe 2.0 ×16 PCIe 2.0 ×1 AGP 8× | 600           | 400 650            | 80:8:4      | 2.40                  | 4.80                  | 256 512 1024  | 6.40 10.4               | DDR2 DDR3          | 64                          | 92.0                            | Não                             |             | 20          | Não                    | 10.1                 | 3.3                  | 1.0                  | ?                         |
| Radeon HD 4550    | 30 de setembro de 2008 | RV710              | 55       | 242                    | 73                     | PCIe 2.0 ×16                    | 600           | 655 800            | 80:8:4      | 2.40                  | 4.80                  | 256 512 1024  | 10.5 12.8               | DDR2 GDDR3         | 64                          | 96.0                            | Não                             |             | 25          | Não                    | 10.1                 | 3.3                  | 1.0                  | ?                         |
| Radeon HD 4570    | 25 de novembro de 2008 | RV710              | 55       | 242                    | 73                     | PCIe 2.0 ×16                    | 650           | 500                | 80:8:4      | 2.60                  | 5.20                  | 1024          | 8.00                    | DDR2               | 64                          | 104.0                           | Não                             |             | 25          | Não                    | 10.1                 | 3.3                  | 1.0                  | ?                         |
| Radeon HD 4580    | 20 de novembro de 2011 | RV635 PRO          | 55       | 378                    | 135                    | PCIe 2.0 ×16                    | 796           | 693                | 120:8:4     | 3.18                  | 6.37                  | 512           | 22.2                    | GDDR3              | 128                         | 191.0                           | Não                             |             | 65          | Não                    | 10.1                 | 3.3                  | 1.0                  | ?                         |
| Radeon HD 4650    | 10 de setembro de 2008 | RV730 PRO          | 55       | 514                    | 146                    | PCIe 2.0 ×16 AGP 8×             | 600 650       | 400 - 500 500 700  | 320:32:8    | 4.80 5.20             | 19.2 20.8             | 256 512 1024  | 12.8 - 16.0 16.0 22.4   | DDR2 GDDR3 GDDR4   | 64 128                      | 384.0 416.0                     | Não                             |             | 48          | Crossfire de 2 vias    | 10.1                 | 3.3                  | 1.0                  | ?                         |
| Radeon HD 4670    | 10 de setembro de 2008 | RV730 XT           | 55       | 514                    | 146                    | PCIe 2.0 ×16 AGP 8×             | 750           | 400 - 500 900 1000 | 320:32:8    | 6.00                  | 24.0                  | 512 1024      | 12.8 - 16.0 28.8 32.0   | DDR2 GDDR3 GDDR4   | 128                         | 480.0                           | Não                             |             | 59          | Crossfire de 2 vias    | 10.1                 | 3.3                  | 1.0                  | 79                        |
| Radeon HD 4730    | 8 de junho de 2009     | RV770 CE           | 55       | 956                    | 256                    | PCIe 2.0 ×16                    | 700 750       | 900                | 640:32:8    | 5.60 6.00             | 22.4 24.0             | 512           | 57.6                    | GDDR5              | 128                         | 896.0 960.0                     | 179.2 192.0                     |             | 110         | Crossfire de 2 vias    | 10.1                 | 3.3                  | 1.0                  | ?                         |
| Radeon HD 4750    | 9 de setembro de 2009  | RV740              | 40       | 826                    | 137                    | PCIe 2.0 ×16                    | 730           | 800                | 640:32:16   | 11.7                  | 23.4                  | 512           | 51.2                    | GDDR5              | 128                         | 934.4                           |                                 |             | 80          | Crossfire de 2 vias    | 10.1                 | 3.3                  | 1.0                  | ?                         |
| Radeon HD 4770    | 28 de abril de 2009    | RV740              | 40       | 826                    | 137                    | PCIe 2.0 ×16                    | 750           | 800                | 640:32:16   | 12.0                  | 24.0                  | 512           | 51.2                    | GDDR5              | 128                         | 960.0                           | 192.0                           |             | 80          | Crossfire de 2 vias    | 10.1                 | 3.3                  | 1.0                  | 109                       |
| Radeon HD 4810    | 28 de maio de 2009     | RV770 CE           | 55       | 956                    | 256                    | PCIe 2.0 ×16                    | 625 750       | 900                | 640:32:8    | 5.00 6.00             | 20.0 24.0             | 512           | 57.6                    | GDDR5              | 128                         | 800.0 960.0                     | 160.0 192.0                     |             | 95          | Crossfire de 2 vias    | 10.1                 | 3.3                  | 1.0                  | ?                         |
| Radeon HD 4830    | 21 de outubro de 2008  | RV770 LE           | 55       | 956                    | 256                    | PCIe 2.0 ×16                    | 575           | 900                | 640:32:16   | 9.20                  | 18.4                  | 512 1024      | 57.6                    | GDDR3 GDDR4        | 256                         | 736.0                           | 147.2                           |             | 95          | Crossfire de 2 vias    | 10.1                 | 3.3                  | 1.0                  | $130                      |
| Radeon HD 4850    | 25 de junho de 2008    | RV770 PRO          | 55       | 956                    | 256                    | PCIe 2.0 ×16                    | 625           | 993                | 800:40:16   | 10.0                  | 25.0                  | 512 1024 2048 | 63.55                   | GDDR3 GDDR4 GDDR5  | 256                         | 1000                            | 200.0                           |             | 110         | Crossfire de 4 vias    | 10.1                 | 3.3                  | 1.0                  | 199 (149)                 |
| Radeon HD 4860    | 9 de setembro de 2009  | RV790 GT           | 55       | 959                    | 282                    | PCIe 2.0 ×16                    | 700           | 750                | 640:32:16   | 11.2                  | 22.4                  | 512 1024      | 96                      | GDDR5              | 256                         | 896.0                           | 179.2                           |             | 130         | Crossfire de 4 vias    | 10.1                 | 3.3                  | 1.0                  | ?                         |
| Radeon HD 4870    | 25 de junho de 2008    | RV770 XT           | 55       | 956                    | 256                    | PCIe 2.0 ×16                    | 750           | 900                | 800:40:16   | 12.0                  | 30.0                  | 512 1024 2048 | 115.2                   | GDDR5              | 256                         | 1200                            | 240.0                           |             | 150         | Crossfire de 4 vias    | 10.1                 | 3.3                  | 1.0                  | 299 (225)                 |
| Radeon HD 4890    | 2 de abril de 2009     | RV790 XT           | 55       | 959                    | 282                    | PCIe 2.0 ×16                    | 850           | 975                | 800:40:16   | 13.6                  | 34.0                  | 1024 2048     | 124.8                   | GDDR5              | 256                         | 1360                            | 272.0                           |             | 190         | Crossfire de 4 vias    | 10.1                 | 3.3                  | 1.0                  | 249                       |
| Radeon HD 4850 X2 | 7 de novembro de 2008  | R700 (2xRV770 PRO) | 55       | 956×2                  | 256×2                  | PCIe 2.0 ×16                    | 625           | 995                | 800:40:16×2 | 10.0×2                | 25.0×2                | 512×2 1024×2  | 63.7×2                  | GDDR3              | 256x2                       | 2000                            | 400.0                           |             | 250         | Crossfire de 2 vias    | 10.1                 | 3.3                  | 1.0                  | 339                       |
| Radeon HD 4870 X2 | 12 de agosto de 2008   | R700 (2xRV770 XT)  | 55       | 956×2                  | 256×2                  | PCIe 2.0 ×16                    | 750           | 900                | 800:40:16×2 | 12×2                  | 30×2                  | 1024×2        | 115.2×2                 | GDDR5              | 256x2                       | 2400                            | 480.0                           |             | 286         | Crossfire de 2 vias    | 10.1                 | 3.3                  | 1.0                  | 449                       |
| Modelo            | Lançamento             | Codinome           | Fab (nm) | Transistores (milhões) | Tamanho da matriz (mm) | Interface de barramento         | taxa de clock | taxa de clock      | Core config | Taxa de preenchimento | Taxa de preenchimento | Memória       | Memória                 | Memória            | Memória                     | Poder de processamento (GFLOPS) | Poder de processamento (GFLOPS) | TDP (Watts) | TDP (Watts) | Suporte para CrossFire | Suporte API (versão) | Suporte API (versão) | Suporte API (versão) | Preço de lançamento (USD) |
| Modelo            | Lançamento             | Codinome           | Fab (nm) | Transistores (milhões) | Tamanho da matriz (mm) | Interface de barramento         | Core (MHz)    | Memória (MHz)      | Core config | Pixel (GP/s)          | Textura (GT/s)        | Tamanho (MB)  | Largura de banda (GB/s) | Tipo de barramento | Largura de barramento (bit) | Single precision                | Double precision                | Idle        | Max.        | Suporte para CrossFire | Direct3D             | OpenGL               | OpenCL               | Preço de lançamento (USD) |

1. 1 2  Todos os modelos possuem UVD2 e PowerPlay.
2. 1 2 3 4  A taxa efetiva de transferência de dados do GDDR5 é quádruplo de seu clock nominal, em vez do dobro de outras memórias DDR.
3. 1 2  Shaders Unificados: Unidades de Mapeamento de Textura: Unidades de Saída de Renderização
4. 1 2  O TDP é um valor TDP de design de referência da AMD. Diferentes designs de placa sem referência de fornecedores podem levar a pequenas variações no TDP real.

#### IGP (HD 4000)
- Todos os modelos Radeon HD 4000 IGP incluem Direct3D 10.1 e OpenGL 2.0[27]

| Modelo                                  | Lançamento     | Codinome | Núcleo gráfico | Fab (nm) | Transistores (milhões) | Tamanho da matriz (mm) | Interface de barramento | Core clock (MHz) | Core config | Taxa de preenchimento | Taxa de preenchimento | Taxa de preenchimento | Memória                                 | Memória                         | Memória                                       | Memória             | Memória                     | Poder de processamento (GFLOPS) | Características / Notas |
| Modelo                                  | Lançamento     | Codinome | Núcleo gráfico | Fab (nm) | Transistores (milhões) | Tamanho da matriz (mm) | Interface de barramento | Core clock (MHz) | Core config | Pixel (GP/s)          | Textura (GT/s)        | FP32 (GP/s)           | Tamanho (MB)                            | Largura de banda (GB/s)         | Tipo de barramento                            | Clock efetivo (MHz) | Largura do barramento (bit) | Poder de processamento (GFLOPS) | Características / Notas |
| --------------------------------------- | -------------- | -------- | -------------- | -------- | ---------------------- | ---------------------- | ----------------------- | ---------------- | ----------- | --------------------- | --------------------- | --------------------- | --------------------------------------- | ------------------------------- | --------------------------------------------- | ------------------- | --------------------------- | ------------------------------- | ----------------------- |
| Radeon HD 4200 Graphics (785G Chipset)  | Agosto de 2009 | RS880    | RV620          | 55       | >205                   | ~73 (~9 × 8.05)        | HT 3.0                  | 500              | 40:4:4      | 2                     | 2                     | 1                     | Até 512 sistema + 128 sideport opcional | 20.8 (sistema) + 2.6 (sideport) | HT (sistema) + DDR2-1066 DDR3-1333 (sideport) | 1333 (sideport)     | 16 (sideport)               | 40                              | UVD2                    |
| Radeon HD 4250 Graphics (880G Chipset)  | Março de 2010  | RS880    | RV620          | 55       | >205                   | ~73 (~9 × 8.05)        | HT 3.0                  | 560              | 40:4:4      | 2.24                  | 2.24                  | 1.12                  | Até 512 sistema + 128 sideport opcional | 20.8 (sistema) + 2.6 (sideport) | HT (sistema) + DDR3-1333 (sideport)           | 1333 (sideport)     | 16 (sideport)               | 44.8                            | UVD2                    |
| Radeon HD 4290 Graphics (890GX Chipset) | Março de 2010  | RS880D   | RV620          | 55       | >205                   | ~73 (~9 × 8.05)        | HT 3.0                  | 700              | 40:4:4      | 2.8                   | 2.8                   | 1.4                   | Até 512 sistema + 128 sideport          | 20.8 (sistema) + 2.6 (sideport) | HT (sistema) + DDR3-1333 (sideport)           | 1333 (sideport)     | 16 (sideport)               | 56                              | UVD2                    |

1. 1 2  As frequências de clock podem variar em diferentes cenários de uso, conforme a tecnologia ATI PowerPlay é implementada. As frequências de clock listadas aqui referem-se às especificações de clock anunciadas oficialmente.
2. ↑  Shaders Unificados: Unidades de Mapeamento de Textura: Unidades de Saída de Renderização
3. ↑  A porta lateral é um barramento de memória dedicado. É preferencialmente usado para Framebuffer

## Matriz de recursos do Radeon
A tabela a seguir mostra os recursos das GPUs da AMD / ATI (consulte também: Lista de unidades de processamento gráfico da AMD).
| Lançamento                   | 1986                        | 1991                       | Abril 1996                 | Março 1997                 | Agosto 1998                | Abril 2000                 | Agosto 2001                              | Setembro 2002                            | Maio 2004                                | Outubro 2005                             | Maio 2007                        | Novembro 2007                    | Junho 2008                       | Setembro 2009                                           | Outubro 2010                                                               | Janeiro 2012                                            | Setembro 2013 | Junho 2015 | Junho 2016, Abril 2017, Agosto 2019                                                                                  | Junho 2017, Fevereiro 2019                                                                                           | Julho 2019                                                                                          | Novembro 2020                                                                                       | Dezembro 2022                      |       |       |       |
| Nome de marketing            | Wonder                      | Mach                       | 3D Rage                    | Rage Pro                   | Rage 128                   | Radeon 7000                | Radeon 8000                              | Radeon 9000                              | Radeon X700/X800                         | Radeon X1000                             | Radeon HD 2000                   | Radeon HD 3000                   | Radeon HD 4000                   | Radeon HD 5000                                          | Radeon HD 6000                                                             | Radeon HD 7000                                          | Radeon 200 | Radeon 300 | Radeon 400/500/600                                                                                                   | Radeon RX Vega, Radeon VII                                                                                           | Radeon RX 5000                                                                                      | Radeon RX 6000                                                                                      | Radeon RX 7000                     |       |       |       |
| Suporte AMD                  | Terminou                    | Terminou                   | Terminou                   | Terminou                   | Terminou                   | Terminou                   | Terminou                                 | Terminou                                 | Terminou                                 | Terminou                                 | Terminou                         | Terminou                         | Terminou                         | Terminou                                                | Terminou                                                                   | Terminou                                                | Terminou | Terminou | Atual | Atual | Atual                                                                                               | Atual                                                                                               | Atual                              | Atual | Atual | Atual |
| Tipo                         | 2D                          | 2D                         | 3D                         | 3D                         | 3D                         | 3D                         | 3D                                       | 3D                                       | 3D                                       | 3D                                       | 3D                               | 3D                               | 3D                               | 3D                                                      | 3D                                                                         | 3D                                                      | 3D | 3D | 3D | 3D | 3D                                                                                                  | 3D                                                                                                  | 3D                                 |       |       |       |
| Conjunto de instruções       | Não conhecido publicamente  | Não conhecido publicamente | Não conhecido publicamente | Não conhecido publicamente | Não conhecido publicamente | Não conhecido publicamente | Não conhecido publicamente               | Não conhecido publicamente               | Não conhecido publicamente               | Não conhecido publicamente               | Conjunto de instruções TeraScale | Conjunto de instruções TeraScale | Conjunto de instruções TeraScale | Conjunto de instruções TeraScale                        | Conjunto de instruções TeraScale                                           | Conjunto de instruções GCN                              | Conjunto de instruções GCN                                                                                           | Conjunto de instruções GCN                                                                                           | Conjunto de instruções GCN                                                                                           | Conjunto de instruções GCN                                                                                           | Conjunto de instruções RDNA                                                                         | Conjunto de instruções RDNA                                                                         | Conjunto de instruções RDNA        |       |       |       |
| Microarquitetura             | Não conhecido publicamente  | Não conhecido publicamente | Não conhecido publicamente | Não conhecido publicamente | Não conhecido publicamente | Não conhecido publicamente | Não conhecido publicamente               | Não conhecido publicamente               | Não conhecido publicamente               | Não conhecido publicamente               | TeraScale 1 (VLIW)               | TeraScale 1 (VLIW)               | TeraScale 1 (VLIW)               | TeraScale 2 (VLIW5)                                     | \| TeraScale 2 (VLIW5) até 68xx \| TeraScale 3 (VLIW4) em 69xx [28][29] \| | GCN 1st gen                                             | GCN 2nd gen | GCN 3rd gen | GCN 4th gen | GCN 5th gen | RDNA                                                                                                | RDNA 2                                                                                              | RDNA 3                             |       |       |       |
| Tipo                         | Pipieline fixo              | Pipieline fixo             | Pipieline fixo             | Pipieline fixo             | Pipieline fixo             | Pipieline fixo             | Pipelies de pixel e vértice programáveis | Pipelies de pixel e vértice programáveis | Pipelies de pixel e vértice programáveis | Pipelies de pixel e vértice programáveis | Modelo de shader unificado       | Modelo de shader unificado       | Modelo de shader unificado       | Modelo de shader unificado                              | Modelo de shader unificado                                                 | Modelo de shader unificado                              | Modelo de shader unificado                                                                                           | Modelo de shader unificado                                                                                           | Modelo de shader unificado                                                                                           | Modelo de shader unificado                                                                                           | Modelo de shader unificado                                                                          | Modelo de shader unificado                                                                          | Modelo de shader unificado         |       |       |       |
| Direct3D                     | —                           | —                          | 5.0                        | 6.0                        | 6.0                        | 7.0                        | 8.1                                      | 9.0 11 (9_2)                             | 9.0b 11 (9_2)                            | 9.0c 11 (9_3)                            | 10.0 11 (10_0)                   | 10.1 11 (10_1)                   | 10.1 11 (10_1)                   | 11 (11_0)                                               | 11 (11_0)                                                                  | 11 (11_1) 12 (11_1)                                     | 11 (12_0) 12 (12_0)                                                                                                  | 11 (12_0) 12 (12_0)                                                                                                  | 11 (12_0) 12 (12_0)                                                                                                  | 11 (12_1) 12 (12_1)                                                                                                  | 11 (12_1) 12 (12_1)                                                                                 | 11 (12_1) 12 (12_2)                                                                                 | 11 (12_1) 12 (12_2)                |       |       |       |
| Modelo de shader             | —                           | —                          | —                          | —                          | —                          | —                          | 1.4                                      | 2.0+                                     | 2.0b                                     | 3.0                                      | 4.0                              | 4.1                              | 4.1                              | 5.0                                                     | 5.0                                                                        | 5.1                                                     | 5.1 6.5 | 5.1 6.5 | 5.1 6.5 | 6.7 | 6.7                                                                                                 | 6.7                                                                                                 | 6.7                                |       |       |       |
| OpenGL                       | —                           | —                          | —                          | 1.1                        | 1.2                        | 1.3                        | 1.3                                      | 2.1                                      | 2.1                                      | 2.1                                      | 3.3                              | 3.3                              | 3.3                              | 4.5 (no Linux: 4.5 (Mesa 3D 21.0))                      | 4.5 (no Linux: 4.5 (Mesa 3D 21.0))                                         | 4.6 (no Linux: 4.6 (Mesa 3D 20.0))                      | 4.6 (no Linux: 4.6 (Mesa 3D 20.0))                                                                                   | 4.6 (no Linux: 4.6 (Mesa 3D 20.0))                                                                                   | 4.6 (no Linux: 4.6 (Mesa 3D 20.0))                                                                                   | 4.6 (no Linux: 4.6 (Mesa 3D 20.0))                                                                                   | 4.6 (no Linux: 4.6 (Mesa 3D 20.0))                                                                  | 4.6 (no Linux: 4.6 (Mesa 3D 20.0))                                                                  | 4.6 (no Linux: 4.6 (Mesa 3D 20.0)) |       |       |       |
| Vulkan                       | —                           | —                          | —                          | —                          | —                          | —                          | —                                        | —                                        | —                                        | —                                        | —                                | —                                | —                                | —                                                       | —                                                                          | 1.0 (Win 7+ ou Mesa 17+)                                | 1.2 (Adrenalin 20.1.2, Linux Mesa 3D 20.0) 1.3 (GCN 4 e superior (com Adrenalin 22.1.2, Mesa 22.0))                  | 1.2 (Adrenalin 20.1.2, Linux Mesa 3D 20.0) 1.3 (GCN 4 e superior (com Adrenalin 22.1.2, Mesa 22.0))                  | 1.2 (Adrenalin 20.1.2, Linux Mesa 3D 20.0) 1.3 (GCN 4 e superior (com Adrenalin 22.1.2, Mesa 22.0))                  | 1.2 (Adrenalin 20.1.2, Linux Mesa 3D 20.0) 1.3 (GCN 4 e superior (com Adrenalin 22.1.2, Mesa 22.0))                  | 1.2 (Adrenalin 20.1.2, Linux Mesa 3D 20.0) 1.3 (GCN 4 e superior (com Adrenalin 22.1.2, Mesa 22.0)) | 1.2 (Adrenalin 20.1.2, Linux Mesa 3D 20.0) 1.3 (GCN 4 e superior (com Adrenalin 22.1.2, Mesa 22.0)) | 1.3                                |       |       |       |
| OpenCL                       | —                           | —                          | —                          | —                          | —                          | —                          | —                                        | —                                        | —                                        | —                                        | Close to Metal                   | Close to Metal                   | 1.1 (sem suporte Mesa 3D)        | 1.2 (no Linux: 1.1 (sem suporte de imagem) com Mesa 3D) | 1.2 (no Linux: 1.1 (sem suporte de imagem) com Mesa 3D)                    | 1.2 (no Linux: 1.1 (sem suporte de imagem) com Mesa 3D) | 2.0 (Adrenalin driver no Win7+) (no Linux: 1.1 (sem suporte de imagem) com Mesa 3D, 2.0 com drivers AMD ou AMD ROCm) | 2.0 (Adrenalin driver no Win7+) (no Linux: 1.1 (sem suporte de imagem) com Mesa 3D, 2.0 com drivers AMD ou AMD ROCm) | 2.0 (Adrenalin driver no Win7+) (no Linux: 1.1 (sem suporte de imagem) com Mesa 3D, 2.0 com drivers AMD ou AMD ROCm) | 2.0 (Adrenalin driver no Win7+) (no Linux: 1.1 (sem suporte de imagem) com Mesa 3D, 2.0 com drivers AMD ou AMD ROCm) | 2.0                                                                                                 | 2.1                                                                                                 | ?                                  |       |       |       |
| HSA / ROCm                   | —                           | —                          | —                          | —                          | —                          | —                          | —                                        | —                                        | —                                        | —                                        | —                                | —                                | —                                | —                                                       | —                                                                          | Yes                                                     | Yes | Yes | Yes | Yes | ?                                                                                                   | ?                                                                                                   | ?                                  |       |       |       |
| Decodificação de vídeo ASIC  | —                           | —                          | —                          | —                          | —                          | —                          | —                                        | —                                        | —                                        | —                                        | Avivo/UVD                        | UVD+                             | UVD 2                            | UVD 2.2                                                 | UVD 3                                                                      | UVD 4                                                   | UVD 4.2 | UVD 5.0 ou 6.0 | UVD 6.3 | UVD 7 | VCN 2.0                                                                                             | VCN 3.0                                                                                             | ?                                  |       |       |       |
| Codificação de vídeo ASIC    | —                           | —                          | —                          | —                          | —                          | —                          | —                                        | —                                        | —                                        | —                                        | —                                | —                                | —                                | —                                                       | —                                                                          | VCE 1.0                                                 | VCE 2.0 | VCE 3.0 or 3.1 | VCE 3.4 | VCE 4.0 | VCN 2.0                                                                                             | VCN 3.0                                                                                             | ?                                  |       |       |       |
| Fluid Motion ASIC            | Não                         | Não                        | Não                        | Não                        | Não                        | Não                        | Não                                      | Não                                      | Não                                      | Não                                      | Não                              | Não                              | Não                              | Não                                                     | Não                                                                        | Não                                                     | Yes | Yes | Yes | Yes | Não                                                                                                 | Não                                                                                                 | ?                                  |       |       |       |
| Economia de energia          | ?                           | ?                          | ?                          | ?                          | ?                          | ?                          | ?                                        | ?                                        | ?                                        | ?                                        | PowerPlay                        | PowerPlay                        | PowerPlay                        | PowerPlay                                               | PowerTune                                                                  | PowerTune & ZeroCore Power                              | PowerTune & ZeroCore Power                                                                                           | PowerTune & ZeroCore Power                                                                                           | PowerTune & ZeroCore Power                                                                                           | PowerTune & ZeroCore Power                                                                                           | ?                                                                                                   | ?                                                                                                   | ?                                  |       |       |       |
| TrueAudio                    | —                           | —                          | —                          | —                          | —                          | —                          | —                                        | —                                        | —                                        | —                                        | —                                | —                                | —                                | —                                                       | —                                                                          | —                                                       | Através de DSP dedicado                                                                                              | Através de DSP dedicado                                                                                              | Através de shaders                                                                                                   | Através de shaders                                                                                                   | Através de shaders                                                                                  | ?                                                                                                   | ?                                  |       |       |       |
| FreeSync                     | —                           | —                          | —                          | —                          | —                          | —                          | —                                        | —                                        | —                                        | —                                        | —                                | —                                | —                                | —                                                       | —                                                                          | —                                                       | 1 2 | 1 2 | 1 2 | 1 2 | 1 2                                                                                                 | 1 2                                                                                                 | ?                                  |       |       |       |
| HDCP                         | ?                           | ?                          | ?                          | ?                          | ?                          | ?                          | ?                                        | ?                                        | ?                                        | ?                                        | ?                                | ?                                | ?                                | ?                                                       | ?                                                                          | ?                                                       | 1.4 | 1.4 | 2.2 | 2.2 | 2.3                                                                                                 | 2.3                                                                                                 | 2.3                                |       |       |       |
| PlayReady                    | —                           | —                          | —                          | —                          | —                          | —                          | —                                        | —                                        | —                                        | —                                        | —                                | —                                | —                                | —                                                       | —                                                                          | —                                                       | — | — | 3.0 | Não | 3.0                                                                                                 | ?                                                                                                   | ?                                  |       |       |       |
| Exibições suportadas         |                             |                            |                            |                            |                            | 1–2                        | 2                                        | 2                                        | 2                                        | 2                                        | 2                                | 2                                | 2                                | 2–6                                                     | 2–6                                                                        | 2–6                                                     | 2–6 | 2–6 | 2–6 | 2–6 | ?                                                                                                   | ?                                                                                                   | ?                                  |       |       |       |
| Máx. resolução               | ?                           | ?                          | ?                          | ?                          | ?                          | ?                          | ?                                        | ?                                        | ?                                        | ?                                        | ?                                | ?                                | ?                                | 2–6 × 2560×1600                                         | 2–6 × 2560×1600                                                            | 2–6 × 4096×2160 @ 30 Hz                                 | 2–6 × 4096×2160 @ 30 Hz                                                                                              | 2–6 × 4096×2160 @ 30 Hz                                                                                              | 2–6 × 5120×2880 @ 60 Hz                                                                                              | 3 × 7680×4320 @ 60 Hz                                                                                                | 7680×4320 @ 60 Hz PowerColor                                                                        | 7680×4320 @ 60 Hz PowerColor                                                                        | ?                                  |       |       |       |
| /drm/radeon                  |                             |                            |                            |                            |                            | Yes                        | Yes                                      | Yes                                      | Yes                                      | Yes                                      | Yes                              | Yes                              | Yes                              | Yes                                                     | Yes                                                                        | Yes                                                     | Yes | — | — | — | —                                                                                                   | —                                                                                                   | ?                                  |       |       |       |
| /drm/amdgpu                  | —                           | —                          | —                          | —                          | —                          | —                          | —                                        | —                                        | —                                        | —                                        | —                                | —                                | —                                | —                                                       | —                                                                          | Experimental                                            | Experimental | Yes | Yes | Yes | Yes                                                                                                 | Yes                                                                                                 | ?                                  |       |       |       |
| TeraScale 2 (VLIW5) até 68xx | TeraScale 3 (VLIW4) em 69xx |                            |                            |                            |                            |                            |                                          |                                          |                                          |                                          |                                  |                                  |                                  |                                                         |                                                                            |                                                         | | | | | | |                                    |       |       |       |

1. ↑   A série Radeon 100 possui sombreadores de pixel programáveis, mas não é totalmente compatível com DirectX 8 ou Pixel Shader 1.0. Veja o artigo sobre Pixel shaders do R100.
2. ↑  Os cartões baseados em R300, R400 e R500 não são totalmente compatíveis com OpenGL 2+, pois o hardware não oferece suporte a todos os tipos de texturas não-potência de dois (NPOT).
3. ↑  A conformidade com OpenGL 4+ requer suporte a shaders FP64 e estes são emulados em alguns chips TeraScale usando hardware de 32 bits.
4. 1 2 3  O UVD e o VCE foram substituídos pelo Video Core Next (VCN) ASIC na APU Raven Ridge do Vega.
5. ↑  Processamento de vídeo ASIC para técnica de interpolação de taxa de quadros de vídeo. No Windows funciona como um filtro DirectShow no seu player. No Linux, não há suporte por parte dos drivers e/ou da comunidade.
6. 1 2  Para reproduzir conteúdo de vídeo protegido, também é necessário suporte a cartão, sistema operacional, driver e aplicativo. Um monitor HDCP compatível também é necessário para isso. O HDCP é obrigatório para a saída de certos formatos de áudio, colocando restrições adicionais na configuração de multimídia.
7. ↑  Mais monitores podem ser suportados com conexões DisplayPort nativas ou dividindo a resolução máxima entre vários monitores com conversores ativos.
8. 1 2  DRM (Direct Rendering Manager) é um componente do kernel do Linux. AMDgpu é o módulo do kernel do Linux. O suporte nesta tabela refere-se à versão mais atual.

## Drivers de dispositivos gráficos

### Driver de dispositivo gráfico proprietário da AMD "Catalyst"
O AMD Catalyst está sendo desenvolvido para Microsoft Windows e Linux. A partir de julho de 2014, outros sistemas operacionais não são oficialmente suportados. Isso pode ser diferente para a marca AMD FirePro, que é baseada em hardware idêntico, mas apresenta drivers de dispositivos gráficos certificados pela OpenGL.
O AMD Catalyst suporta todos os recursos anunciados para a marca Radeon.
A série Radeon HD 4000 foi transferida para suporte legado, onde os drivers serão atualizados apenas para corrigir bugs em vez de serem otimizados para novos aplicativos.

### Driver de dispositivo gráfico gratuito e de código aberto "Radeon"
Os drivers gratuitos e de código aberto são desenvolvidos principalmente no Linux e para Linux, mas também foram portados para outros sistemas operacionais. Cada driver é composto por cinco partes:
1. Componente do kernel do Linux DRM
2. Driver KMS do componente do kernel do Linux: basicamente o driver de dispositivo para o controlador de exibição de vídeo
3. componente de espaço do usuário libDRM
4. componente de espaço do usuário no Mesa 3D;
5. um driver de dispositivo gráfico 2D especial e distinto para o X.Org Server, que finalmente será substituído pelo Glamor

O driver gráfico "Radeon" gratuito e de código aberto suporta a maioria dos recursos implementados na linha de GPUs Radeon.
Os drivers de dispositivos gráficos "Radeon" gratuitos e de código aberto não são de engenharia reversa, mas baseados na documentação lançada pela AMD.